# Sarre-Union
Sarre-Union (tiếng Đức: Saarunion) là một xã thuộc tỉnh Bas-Rhin trong vùng Grand Est đông bắc Pháp.